# Boris Tadić
Boris Tadić (în sârbă Борис Тадић, ; n. 15 ianuarie 1958, Sarajevo, Republica Socialistă Bosnia și Herțegovina, RSF Iugoslavia) este un om politic sârb, care a fost al 3-lea președinte al Republicii Serbia. De profesie psiholog, este membru și președintele Partidului Democrat din Serbia, partid de factură social democrată.
Tadić a fost ales ca președinte pe o perioadă de 5 ani în 27 iunie 2004, instalat în funcție în 11 iulie 2004 și reales în 3 februarie 2008. Înainte de a fi președinte a lucrat în Ministerul Telecomunicațiilor RSF Jugoslavia și în Ministerul Apărării Serbiei și Muntenegrului. Pe data de 5 aprilie 2012, a demisionat din funcția de președinte pentru a grăbi alegerile din 6 mai 2012.

## Președinte al Serbiei
După ce Serbia și-a obținut independența, Tadić a dus o politică de consolidare a independențeii țării.
La 7 februarie 2008, Adunarea din Kosovo a proclamat independența. Tadić a apelat la o întrunire a  Consiliului de Securitate al Națiunilor Unite pentru a reacționa împotriva acestui act și a-l "anula urgent". El a spus de asemenea că Belgradul nu va recunoaște niciodată independența Kosovo și nu va renunța la această politică în favoarea intereselor personale. 
Tadić a dus o politică externă pro-europeană, depunând candidatura Serbiei la UE. Dar din cauza nerecunoașterii Kosovo de către Serbia, Uniunea Europeană nu a putut să acorde acesteia statutul de candidat. În cele din urmă, la 1 martie 2012, țării i s-a acordat statutul de candidată la extindere. Tadić a îmbunătățit relațiile cu Franța.